# Ministro de Estado (Países Baixos)
O Ministro de Estado (em neerlandês: Minister van Staat) é um título honorário nos Países Baixos. O título é formalmente concedido junto com o estilo Excelência, pelo Monarca, mas por iniciativa do gabinete dos Países Baixos. Ela é concedida de forma pessoal, para toda a vida e não por um período específico. O título é concedido por méritos excepcionais, geralmente a políticos seniores no final de suas carreiras partidárias. Ministros de Estado geralmente são ex-membros do gabinete ou líderes partidários. Os Ministros de Estado aconselham o Soberano em situações delicadas, com autoridade moral, mas sem competência formal. Um Ministro de Estado não faz parte de um gabinete, mas pode ser solicitado a representar o governo em determinados eventos. Os Ministros de Estado têm passaporte diplomático. Antes da Segunda Guerra Mundial, era comum que Ministros de Estado ainda tivessem uma função pública, alguns notáveis como Pieter Cort van der Linden e Hendrikus Colijn, que foram Ministros de Estado enquanto serviram como Primeiro-Ministro dos Países Baixos. Após a Segunda Guerra Mundial, Louis Beel foi a única pessoa que ainda permaneceu no gabinete enquanto era Ministro de Estado. 